# Llista d'espècies de linífids (L)
Llista d'espècies de linífids, per ordre alfabètic, que comencen per la lletra L. Apareixen totes les espècies descrites fins al 20 de novembre de 2006.
- Per a les llistes d'espècies amb les altres lletres de l'alfabet, aneu a l'article principal, Llista d'espècies de linífids.
- Per a la llista completa de tots els gèneres vegeu l'article Llista de gèneres de linífids.

## Gèneres i espècies

### Labicymbium
Labicymbium Millidge, 1991
- Labicymbium ambiguum Millidge, 1991 (Colòmbia)
- Labicymbium auctum Millidge, 1991 (Colòmbia)
- Labicymbium avium Millidge, 1991 (Ecuador)
- Labicymbium breve Millidge, 1991 (Colòmbia)
- Labicymbium cognatum Millidge, 1991 (Perú)
- Labicymbium cordiforme Millidge, 1991 (Colòmbia)
- Labicymbium cygnus Ott & Lise, 1997 (Brasil)
- Labicymbium dentichele Millidge, 1991 (Perú)
- Labicymbium exiguum Millidge, 1991 (Colòmbia)
- Labicymbium fuscum Millidge, 1991 (Colòmbia)
- Labicymbium jucundum Millidge, 1991 (Colòmbia)
- Labicymbium majus Millidge, 1991 (Colòmbia)
- Labicymbium montanum Millidge, 1991 (Veneçuela)
- Labicymbium nigrum Millidge, 1991 (Colòmbia)
- Labicymbium opacum Millidge, 1991 (Colòmbia)
- Labicymbium rancho Ott & Lise, 1997 (Brasil)
- Labicymbium sturmi Millidge, 1991 (Colòmbia)
- Labicymbium sublestum Millidge, 1991 (Colòmbia, Ecuador)

### Labulla
Labulla Simon, 1884
- Labulla flahaulti Simon, 1914 (França, Espanya)
- Labulla insularis (Saito, 1935) (Japó)
- Labulla machadoi Hormiga & Scharff, 2005 (Portugal)
- Labulla nepula Tikader, 1970 (Índia)
- Labulla thoracica (Wider, 1834) (Europa, Rússia)

### Labullinyphia
Labullinyphia van Helsdingen, 1985
- Labullinyphia tersa (Simon, 1894) (Sri Lanka)

### Labullula
Labullula Strand, 1913
- Labullula annulipes Strand, 1913 (Camerun, Central Àfrica, Angola, Illes Comoro)

### Laetesia
Laetesia Simon, 1908
- Laetesia amoena Millidge, 1988 (Nova Zelanda)
- Laetesia Àsiatica Millidge, 1995 (Tailàndia)
- Laetesia aucklandensis (Forster, 1964) (Illes Auckland)
- Laetesia bellissima Millidge, 1988 (Nova Zelanda)
- Laetesia chathami Millidge, 1988 (Nova Zelanda)
- Laetesia distincta Millidge, 1988 (Nova Zelanda)
- Laetesia egregia Simon, 1908 (Oest d'Austràlia)
- Laetesia forsteri Wunderlich, 1976 (Nova Gal·les del Sud)
- Laetesia germana Millidge, 1988 (Nova Zelanda)
- Laetesia intermedia Blest & Vink, 2003 (Nova Zelanda)
- Laetesia leo van Helsdingen, 1972 (Sud d'Austràlia)
- Laetesia minor Millidge, 1988 (Nova Zelanda)
- Laetesia mollita Simon, 1908 (Oest d'Austràlia)
- Laetesia nornalupiensis Wunderlich, 1976 (Oest d'Austràlia)
- Laetesia oceaniae (Berland, 1938) (Noves Hèbrides)
- Laetesia olvidada Blest & Vink, 2003 (Nova Zelanda)
- Laetesia paragermana Blest & Vink, 2003 (Nova Zelanda)
- Laetesia peramoena (O. P.-Cambridge, 1879) (Nova Zelanda)
- Laetesia prominens Millidge, 1988 (Nova Zelanda)
- Laetesia pseudamoena Blest & Vink, 2003 (Nova Zelanda)
- Laetesia pulcherrima Blest & Vink, 2003 (Nova Zelanda)
- Laetesia trispathulata (Urquhart, 1886) (Nova Zelanda)
- Laetesia weburdi (Urquhart, 1890) (Nova Zelanda)
- Laetesia woomeraensis Wunderlich, 1976 (Sud d'Austràlia)

### Laminacauda
Laminacauda Millidge, 1985
- Laminacauda aluminensis Millidge, 1991 (Argentina)
- Laminacauda ansoni Millidge, 1991 (Illa Juan Fernandez)
- Laminacauda argentinensis Millidge, 1985 (Argentina)
- Laminacauda boliviensis Millidge, 1985 (Bolívia)
- Laminacauda cognata Millidge, 1991 (Illa Juan Fernandez)
- Laminacauda dentichelis Millidge, 1985 (Panamà, Illes Galápagos)
- Laminacauda diffEUA Millidge, 1985 (Xile, Argentina)
- Laminacauda expers Millidge, 1991 (Perú)
- Laminacauda fuegiana (Tullgren, 1901) (Xile, Illes Falkland)
- Laminacauda gigas Millidge, 1991 (Illa Juan Fernandez)
- Laminacauda grata Millidge, 1991 (Colòmbia)
- Laminacauda ignobilis Millidge, 1991 (Brasil, Argentina)
- Laminacauda insulana Millidge, 1985 (Tristan da Cunha)
- Laminacauda luscinia Millidge, 1985 (Tristan da Cunha)
- Laminacauda magna Millidge, 1991 (Illa Juan Fernandez)
- Laminacauda malkini Millidge, 1991 (Illa Juan Fernandez)
- Laminacauda maxima Millidge, 1985 (Tristan da Cunha)
- Laminacauda monticola Millidge, 1985 (Bolívia)
- Laminacauda nana Millidge, 1991 (Xile)
- Laminacauda newtoni Millidge, 1985 (Xile, Argentina)
- Laminacauda nigriceps Millidge, 1991 (Perú, Bolívia)
- Laminacauda orina (Chamberlin, 1916) (Perú)
- Laminacauda palustris Millidge, 1991 (Ecuador)
- Laminacauda parvipalpis Millidge, 1985 (Xile)
- Laminacauda Perúensis Millidge, 1985 (Perú)
- Laminacauda plagiata (Tullgren, 1901) (Xile, Argentina)
- Laminacauda propinqua Millidge, 1991 (Illa Juan Fernandez)
- Laminacauda rubens Millidge, 1991 (Illa Juan Fernandez)
- Laminacauda sacra Millidge, 1991 (Bolívia)
- Laminacauda salsa Millidge, 1991 (Xile)
- Laminacauda suavis Millidge, 1991 (Colòmbia)
- Laminacauda sublimis Millidge, 1991 (Perú)
- Laminacauda thayerae Millidge, 1985 (Xile)
- Laminacauda tristani Millidge, 1985 (Tristan da Cunha)
- Laminacauda tuberosa Millidge, 1991 (Illa Juan Fernandez)
- Laminacauda tucumani Millidge, 1991 (Argentina)
- Laminacauda villagra Millidge, 1991 (Illa Juan Fernandez)

### Laminafroneta
Laminafroneta Merrett, 2004
- Laminafroneta bidentata (Holm, 1968) (Congo, Kenya, Ruanda)
- Laminafroneta brevistyla (Holm, 1968) (Camerun, Congo, Kenya, Tanzània)

### Laperousea
Laperousea Dalmas, 1917
- Laperousea blattifera (Urquhart, 1887) (Austràlia, Nova Zelanda)
- Laperousea quindecimpunctata (Urquhart, 1893) (Tasmània)

### LÀsiargus
LÀsiargus Kulczyn'ski, 1894
- LÀsiargus hirsutoides Wunderlich, 1995 (Mongòlia)
- LÀsiargus hirsutus (Menge, 1869) (Paleàrtic)
- LÀsiargus pilipes (Kulczyn'ski, 1908) (Rússia)
- LÀsiargus zhui Eskov & Marusik, 1994 (Rússia)

### Lepthyphantes
Lepthyphantes Menge, 1866
- Lepthyphantes abditus Tanasevitch, 1986 (Rússia)
- Lepthyphantes aberdarensis Russell-Smith & Jocqué, 1986 (Kenya)
- Lepthyphantes acoreensis Wunderlich, 1992 (Açores)
- Lepthyphantes acuminifrons Bosmans, 1978 (Etiòpia)
- Lepthyphantes aegeus Caporiacco, 1948 (Grècia)
- Lepthyphantes aelleni Denis, 1957 (Marroc)
- Lepthyphantes afer (Simon, 1913) (Algèria)
- Lepthyphantes afghanus Denis, 1958 (Afganistan)
- Lepthyphantes agnellus Maurer & Thaler, 1988 (Itàlia)
- Lepthyphantes ajoti Bosmans, 1991 (Algèria)
- Lepthyphantes albimaculatus (O. P.-Cambridge, 1873) (Santa Helena)
- Lepthyphantes albuloides (O. P.-Cambridge, 1872) (Xipre, Israel)
- Lepthyphantes aldersoni Levi & Levi, 1955 (Canadà)
- Lepthyphantes allegrii Caporiacco, 1935 (Karakorum)
- Lepthyphantes alpinus (Emerton, 1882) (Holàrtic)
- Lepthyphantes alticola Tanasevitch, 1987 (Nepal)
- Lepthyphantes altissimus Hu, 2001 (Xina)
- Lepthyphantes anachoretus Tanasevitch, 1987 (Nepal)
- Lepthyphantes ancoriformis Tanasevitch, 1987 (Nepal)
- Lepthyphantes annulipes Caporiacco, 1935 (Karakorum)
- Lepthyphantes arcticus (Keyserling, 1886) (Alaska)
- Lepthyphantes asceticus Tanasevitch, 1987 (Nepal)
- Lepthyphantes bacelarae Schenkel, 1938 (Portugal)
- Lepthyphantes badhkyzensis Tanasevitch, 1986 (Turkmenistan)
- Lepthyphantes bakeri Scharff, 1990 (Tanzània)
- Lepthyphantes balearicus Denis, 1961 (Illes Balears)
- Lepthyphantes bamboutensis Bosmans, 1986 (Camerun)
- Lepthyphantes bamilekei Bosmans, 1986 (Camerun)
- Lepthyphantes beckeri Wunderlich, 1973 (Alemanya)
- Lepthyphantes beroni Deltshev, 1979 (Grècia)
- Lepthyphantes beshkovi Deltshev, 1979 (Creta)
- Lepthyphantes bhudbari Tikader, 1970 (Índia)
- Lepthyphantes bidentatus Hormiga & Ribera, 1990 (Espanya)
- Lepthyphantes bifurcatoides Tanasevitch, 1987 (Nepal)
- Lepthyphantes bifurcatus Tanasevitch, 1987 (Nepal)
- Lepthyphantes bigerrensis Simon, 1929 (França)
- Lepthyphantes bipartitus Tanasevitch, 1989 (Kirguizstan)
- Lepthyphantes biseriatus Simon & Fage, 1922 (Kenya)
  - Lepthyphantes biseriatus infans Simon & Fage, 1922 (Àfrica Oriental)
- Lepthyphantes bituberculatus Bosmans, 1978 (Etiòpia)
- Lepthyphantes brevihamatus Bosmans, 1985 (Marroc)
- Lepthyphantes brignolianus Deltshev, 1979 (Creta)
- Lepthyphantes buensis Bosmans & Jocqué, 1983 (Camerun)
- Lepthyphantes carlittensis Denis, 1952 (França)
- Lepthyphantes cavernicola Paik & Yaginuma, 1969 (Corea)
- Lepthyphantes centromeroides Kulczyn'ski, 1914 (Balcans, Bulgària, Romania)
  - Lepthyphantes centromeroides carpaticus Dumitrescu & Georgescu, 1970 (Romania)
- Lepthyphantes chamberlini Schenkel, 1950 (EUA, Canadà)
- Lepthyphantes chita Scharff, 1990 (Tanzània)
- Lepthyphantes clarus Oi, 1960 (Japó)
- Lepthyphantes concavus (Oi, 1960) (Japó)
- Lepthyphantes constantinescui Georgescu, 1989 (Romania)
- Lepthyphantes coomansi Bosmans, 1979 (Kenya)
- Lepthyphantes Corfúensis Wunderlich, 1995 (Grècia)
- Lepthyphantes corsicos Wunderlich, 1980 (Còrsega)
- Lepthyphantes cruciformis Tanasevitch, 1989 (Kirguizstan)
- Lepthyphantes cruentatus Tanasevitch, 1987 (Rússia, Geòrgia)
- Lepthyphantes cultellifer Schenkel, 1936 (Xina)
- Lepthyphantes deosaicola Caporiacco, 1935 (Karakorum)
- Lepthyphantes dilutus (Thorell, 1875) (Suècia)
- Lepthyphantes djazairi Bosmans, 1985 (Algèria)
- Lepthyphantes dolichoskeles Scharff, 1990 (Tanzània)
- Lepthyphantes ebinoensis Oi, 1979 (Japó)
- Lepthyphantes eleonorae Wunderlich, 1995 (Sardenya)
- Lepthyphantes emarginatus Fage, 1931 (Algèria)
- Lepthyphantes encaustus (Becker, 1879) (Moldàvia)
- Lepthyphantes erigonoides Schenkel, 1936 (Xina)
- Lepthyphantes escapus Tanasevitch, 1989 (Turkmenistan)
- Lepthyphantes eugeni Roewer, 1942 (França, Espanya)
- Lepthyphantes exvaginatus Deeleman-Reinhold, 1984 (Algèria)
- Lepthyphantes fagei Machado, 1939 (Espanya)
- Lepthyphantes faustus Tanasevitch, 1987 (Nepal)
- Lepthyphantes fernandezi Berland, 1924 (Illa Juan Fernandez)
- Lepthyphantes furcillifer Chamberlin & Ivie, 1933 (EUA)
- Lepthyphantes gadesi Fage, 1931 (Espanya)
- Lepthyphantes garganicus Caporiacco, 1951 (Itàlia)
- Lepthyphantes hamifer Simon, 1884 (Paleàrtic)
- Lepthyphantes himuronis Saito, 1992 (Japó)
- Lepthyphantes hirsutus Tanasevitch, 1988 (Rússia)
- Lepthyphantes hissaricus Tanasevitch, 1989 (Tajikistan)
- Lepthyphantes howelli Jocqué & Scharff, 1986 (Tanzània)
- Lepthyphantes huberti Wunderlich, 1980 (Còrsega)
- Lepthyphantes hublei Bosmans, 1986 (Camerun)
- Lepthyphantes hummeli Schenkel, 1936 (Xina)
- Lepthyphantes ibericus Ribera, 1981 (Espanya)
- Lepthyphantes impudicus Kulczyn'ski, 1909 (Madeira)
- Lepthyphantes incertissimus Caporiacco, 1935 (Karakorum)
- Lepthyphantes inopinatus Locket, 1968 (Congo)
- Lepthyphantes intricatus (Emerton, 1911) (EUA, Canadà)
- Lepthyphantes iranicus Saaristo & Tanasevitch, 1996 (Iran)
- Lepthyphantes japonicus Oi, 1960 (Japó)
- Lepthyphantes kansuensis Schenkel, 1936 (Xina)
- Lepthyphantes kaszabi Wunderlich, 1995 (Mongòlia)
- Lepthyphantes kekenboschi Bosmans, 1979 (Kenya)
- Lepthyphantes kenyensis Bosmans, 1979 (Kenya)
- Lepthyphantes keyserlingi (Ausserer, 1867) (Paleàrtic)
- Lepthyphantes kilimandjaricus Tullgren, 1910 (Tanzània)
- Lepthyphantes kolymensis Tanasevitch & Eskov, 1987 (Rússia)
- Lepthyphantes kratochvili Fage, 1945 (Creta)
- Lepthyphantes kuhitangensis Tanasevitch, 1989 (Àsia central, Xina)
- Lepthyphantes lagodekhensis Tanasevitch, 1990 (Geòrgia)
- Lepthyphantes laguncula Denis, 1937 (Algèria)
- Lepthyphantes latrobei Millidge, 1995 (Krakatoa)
- Lepthyphantes latus Paik, 1965 (Corea)
- Lepthyphantes lebronneci Berland, 1935 (Illes Marqueses)
- Lepthyphantes leprosus (Ohlert, 1865) (Holàrtic, Xile)
- Lepthyphantes leucocerus Locket, 1968 (Angola)
- Lepthyphantes leucopygus Denis, 1939 (França)
- Lepthyphantes ligulifer Denis, 1952 (Romania)
- Lepthyphantes lingsoka Tikader, 1970 (Índia)
- Lepthyphantes linzhiensis Hu, 2001 (Xina)
- Lepthyphantes locketi van Helsdingen, 1977 (Angola, Kenya)
- Lepthyphantes longihamatus Bosmans, 1985 (Marroc)
- Lepthyphantes louettei Jocqué, 1985 (Illes Comoro)
- Lepthyphantes lundbladi Schenkel, 1938 (Madeira)
- Lepthyphantes luteipes (L. Koch, 1879) (Rússia, Kazakhstan, Mongòlia, Japó)
- Lepthyphantes maculatus (Banks, 1900) (EUA)
- Lepthyphantes maesi Bosmans, 1986 (Camerun)
- Lepthyphantes magnesiae Brignoli, 1979 (Grècia)
- Lepthyphantes manengoubensis Bosmans, 1986 (Camerun)
- Lepthyphantes mauli Wunderlich, 1992 (Madeira)
- Lepthyphantes maurusius Brignoli, 1978 (Marroc)
- Lepthyphantes mbaboensis Bosmans, 1986 (Camerun)
- Lepthyphantes meillonae Denis, 1953 (França)
- Lepthyphantes messapicus Caporiacco, 1939 (Itàlia)
- Lepthyphantes micromegethes Locket, 1968 (Angola)
- Lepthyphantes microserratus Petrunkevitch, 1930 (Puerto Rico)
- Lepthyphantes minusculus Locket, 1968 (Congo)
- Lepthyphantes minutus (Blackwall, 1833) (Holàrtic)
- Lepthyphantes msuyai Scharff, 1990 (Tanzània)
- Lepthyphantes murmanicola Strand, 1913 (Rússia)
- Lepthyphantes natalis Bosmans, 1986 (Camerun)
- Lepthyphantes nenilini Tanasevitch, 1988 (Rússia)
- Lepthyphantes neocaledonicus Berland, 1924 (Nova Caledònia)
- Lepthyphantes nepalensis Tanasevitch, 1987 (Nepal)
- Lepthyphantes nigridorsus Caporiacco, 1935 (Karakorum)
- Lepthyphantes nigropictus Bosmans, 1979 (Kenya)
- Lepthyphantes nitidior Simon, 1929 (França)
- Lepthyphantes nodifer Simon, 1884 (Europa)
- Lepthyphantes notabilis Kulczyn'ski, 1887 (Europa central)
- Lepthyphantes numilionis Tanasevitch, 1987 (Nepal)
- Lepthyphantes obtusicornis Bosmans, 1979 (Kenya)
- Lepthyphantes occultus Tanasevitch, 1987 (Nepal)
- Lepthyphantes okuensis Bosmans, 1986 (Camerun)
- Lepthyphantes ollivieri Denis, 1957 (França)
- Lepthyphantes opilio Simon, 1929 (França)
- Lepthyphantes palaeformis Tanasevitch, 1989 (Àsia central)
- Lepthyphantes palmeroensis Wunderlich, 1992 (Illes Canàries)
- Lepthyphantes pannonicus Kolosváry, 1935 (Hongria)
- Lepthyphantes paoloi Wunderlich, 1995 (Sardenya)
- Lepthyphantes patulus Locket, 1968 (Angola)
- Lepthyphantes pennatus Scharff, 1990 (Tanzània)
- Lepthyphantes pepticus Tanasevitch, 1988 (Kazakhstan, Mongòlia)
- Lepthyphantes perfidus Tanasevitch, 1985 (Àsia central)
- Lepthyphantes phallifer Fage, 1931 (Espanya)
- Lepthyphantes phialoides Scharff, 1990 (Tanzània)
- Lepthyphantes pieltaini Machado, 1940 (Marroc)
- Lepthyphantes pratorum Caporiacco, 1935 (Karakorum)
- Lepthyphantes quadrimaculatus Kulczyn'ski, 1898 (Europa, Rússia)
- Lepthyphantes rainieri Emerton, 1926 (Canadà)
- Lepthyphantes rimicola Lawrence, 1964 (Sud-àfrica)
- Lepthyphantes ritae Bosmans, 1985 (Espanya, Marroc, Algèria)
- Lepthyphantes rotundatus Tanasevitch, 1987 (Nepal)
- Lepthyphantes rubescens Emerton, 1926 (Canadà)
- Lepthyphantes rudrai Tikader, 1970 (Índia)
- Lepthyphantes ruwenzori Jocqué, 1985 (Congo, Uganda)
- Lepthyphantes sardous Gozo, 1908 (Sardenya)
- Lepthyphantes saurensis Eskov, 1995 (Kazakhstan)
- Lepthyphantes sbordonii Brignoli, 1970 (Iran)
- Lepthyphantes serratus Oi, 1960 (Japó)
- Lepthyphantes setifer Tanasevitch, 1987 (Nepal)
- Lepthyphantes sherpa Tanasevitch, 1987 (Nepal)
- Lepthyphantes silvamontanus Bosmans & Jocqué, 1983 (Camerun)
- Lepthyphantes simiensis Bosmans, 1978 (Etiòpia)
- Lepthyphantes spasskyi Tanasevitch, 1986 (Àsia central)
- Lepthyphantes speculae Denis, 1959 (Lebanon)
- Lepthyphantes striatiformis Caporiacco, 1934 (Karakorum)
- Lepthyphantes strinatii Hubert, 1970 (Tunísia)
- Lepthyphantes subtilis Tanasevitch, 1989 (Kirguizstan)
- Lepthyphantes tamara Chamberlin & Ivie, 1943 (EUA)
- Lepthyphantes tenerrimus Simon, 1929 (França)
- Lepthyphantes tes Marusik, Hippa & Koponen, 1996 (Rússia)
- Lepthyphantes theosophicus Tanasevitch, 1987 (Nepal)
- Lepthyphantes thienemanni Schenkel, 1925 (Alemanya)
- Lepthyphantes todillus Simon, 1929 (França)
- Lepthyphantes trivittatus Caporiacco, 1935 (Karakorum)
- Lepthyphantes tropicalis Tullgren, 1910 (Tanzània)
- Lepthyphantes tullgreni Bosmans, 1978 (Tanzània)
- Lepthyphantes turanicus Tanasevitch & Fet, 1986 (Turkmenistan)
- Lepthyphantes turbatrix (O. P.-Cambridge, 1877) (Amèrica del Nord, Groenlàndia)
- Lepthyphantes ultimus Tanasevitch, 1989 (Tajikistan)
- Lepthyphantes umbratilis (Keyserling, 1886) (EUA)
- Lepthyphantes vanstallei Bosmans, 1986 (Camerun)
- Lepthyphantes venereus Simon, 1913 (Algèria)
- Lepthyphantes vividus Denis, 1955 (Lebanon)
- Lepthyphantes yadongensis Hu, 2001 (Xina)
- Lepthyphantes yeti Tanasevitch, 1987 (Nepal)
- Lepthyphantes yushuensis Hu, 2001 (Xina)
- Lepthyphantes zaragozai Ribera, 1981 (Espanya)
- Lepthyphantes zhangmuensis Hu, 2001 (Xina)

### Leptorhoptrum
Leptorhoptrum Kulczyn'ski, 1894
- Leptorhoptrum platei (F. O. P.-Cambridge, 1899) (Illa Juan Fernandez)
- Leptorhoptrum robustum (Oestring, 1851) (Holàrtic)

### Leptothrix
Leptothrix Menge, 1869
- Leptothrix hardyi (Blackwall, 1850) (Paleàrtic)

### Lessertia
Lessertia Smith, 1908
- Lessertia barbara (Simon, 1884) (Espanya, Marroc, Algèria)
- Lessertia dentichelis (Simon, 1884) (Europa, Illes Canàries, Madeira, Canadà, Nova Zelanda)

### Lessertinella
Lessertinella Denis, 1947
- Lessertinella carpatica Weiss, 1979 (Eslovàquia, Romania)
- Lessertinella kulczynskii (Lessert, 1910) (Suïssa, Alemanya, Àustria, Eslovàquia, Itàlia)

### Lidia
Lidia Saaristo & Marusik, 2004
- Lidia molesta (Tanasevitch, 1989) (Kirguizstan)
- Lidia tarabaevi Saaristo & Marusik, 2004 (Kazakhstan)

### Liger
Liger O. P.-Cambridge, 1896
- Liger incompta O. P.-Cambridge, 1896 (Guatemala)

### Limoneta
Limoneta Bosmans & Jocqué, 1983
- Limoneta graminicola Bosmans & Jocqué, 1983 (Camerun)
- Limoneta sirimoni (Bosmans, 1979) (Kenya, Sud-àfrica)

### Linyphantes
Linyphantes Chamberlin & Ivie, 1942
- Linyphantes aeronauticus (Petrunkevitch, 1929) (EUA)
- Linyphantes aliso Chamberlin & Ivie, 1942 (EUA)
- Linyphantes anacortes Chamberlin & Ivie, 1942 (EUA)
- Linyphantes delmarus Chamberlin & Ivie, 1942 (EUA)
- Linyphantes distinctus Chamberlin & Ivie, 1942 (EUA)
- Linyphantes eureka Chamberlin & Ivie, 1942 (EUA)
- Linyphantes laguna Chamberlin & Ivie, 1942 (EUA)
- Linyphantes microps Chamberlin & Ivie, 1942 (EUA)
- Linyphantes natches Chamberlin & Ivie, 1942 (EUA)
- Linyphantes nehalem Chamberlin & Ivie, 1942 (EUA)
- Linyphantes nigrescens Chamberlin & Ivie, 1942 (EUA)
- Linyphantes obscurus Chamberlin & Ivie, 1942 (EUA)
- Linyphantes orcinus (Emerton, 1917) (EUA, Canadà)
- Linyphantes pacificus (Banks, 1905) (EUA)
- Linyphantes pacificus Chamberlin & Ivie, 1942 (EUA)
- Linyphantes pualla Chamberlin & Ivie, 1942 (EUA, Canadà)
- Linyphantes santinez Chamberlin & Ivie, 1942 (EUA)
  - Linyphantes santinez verdugo Chamberlin & Ivie, 1942 (EUA)
- Linyphantes tragicus (Banks, 1898) (Mèxic)
- Linyphantes Victòria Chamberlin & Ivie, 1942 (Canadà)

### Linyphia
Linyphia Latreille, 1804
- Linyphia adstricta (Keyserling, 1886) (EUA)
- Linyphia albiapiata Urquhart, 1891 (Nova Zelanda)
- Linyphia albipunctata O. P.-Cambridge, 1885 (Yarkand)
- Linyphia alpicola van Helsdingen, 1969 (Europa central)
- Linyphia armata (Keyserling, 1891) (Brasil)
- Linyphia bicolor Nicolet, 1849 (Xile)
- Linyphia bicuspis (F. O. P.-Cambridge, 1902) (Mèxic)
- Linyphia bifasciata (F. O. P.-Cambridge, 1902) (Costa Rica)
- Linyphia bisignata (Banks, 1909) (Costa Rica)
- Linyphia calcarifera (Keyserling, 1886) (Panamà, Colòmbia)
- Linyphia catalina Gertsch, 1951 (EUA)
- Linyphia chiapÀsia Gertsch & Davis, 1946 (Mèxic)
- Linyphia clara (Keyserling, 1891) (Brasil)
- Linyphia confinis O. P.-Cambridge, 1902 (Guatemala)
- Linyphia consanguinea O. P.-Cambridge, 1885 (Yarkand)
- Linyphia cruenta Urquhart, 1891 (Nova Zelanda)
- Linyphia cylindrata (Keyserling, 1891) (Brasil)
- Linyphia decorata (Keyserling, 1891) (Brasil)
- Linyphia distincta Nicolet, 1849 (Xile)
- Linyphia duplicata (F. O. P.-Cambridge, 1902) (Mèxic, Guatemala)
- Linyphia eiseni Banks, 1898 (Mèxic)
- Linyphia emertoni Thorell, 1875 (Canadà)
- Linyphia falculifera (F. O. P.-Cambridge, 1902) (Costa Rica)
- Linyphia ferentaria (Keyserling, 1886) (Perú)
- Linyphia horaea (Keyserling, 1886) (Colòmbia)
- Linyphia hortensis Sundevall, 1830 (Paleàrtic)
- Linyphia hospita (Keyserling, 1886) (Colòmbia)
- Linyphia hui Hu, 2001 (Xina)
- Linyphia karschi Roewer, 1942 (Sao Tom?)
- Linyphia lambda (F. O. P.-Cambridge, 1902) (Guatemala)
- Linyphia lehmanni Simon, 1903 (Argentina)
- Linyphia leucosternon White, 1841 (Brasil)
- Linyphia limatula Simon, 1904 (Xile)
- Linyphia limbata (F. O. P.-Cambridge, 1902) (Mèxic, Guatemala)
- Linyphia lineola Pavesi, 1883 (Etiòpia)
- Linyphia linguatula (F. O. P.-Cambridge, 1902) (Guatemala)
- Linyphia linzhiensis Hu, 2001 (Xina)
- Linyphia longiceps (Keyserling, 1891) (Brasil)
- Linyphia longispina (F. O. P.-Cambridge, 1902) (Mèxic)
- Linyphia ludibunda (Keyserling, 1886) (Perú)
- Linyphia lurida (Keyserling, 1886) (Colòmbia)
- Linyphia maculosa (Banks, 1909) (Costa Rica)
- Linyphia maura Thorell, 1875 (Mediterrani Occidental)
- Linyphia melanoprocta Mello-Leitão, 1944 (Argentina)
- Linyphia menyuanensis Hu, 2001 (Xina)
- Linyphia mimonti Simon, 1884 (Itàlia, Grècia, Lebanon)
- Linyphia monticolens Roewer, 1942 (Perú)
- Linyphia multicolor Urquhart, 1891 (Nova Zelanda)
- Linyphia multipunctata Nicolet, 1849 (Xile)
- Linyphia neophita Hentz, 1850 (EUA)
- Linyphia nepalensis Wunderlich, 1983 (Nepal)
- Linyphia nicobarensis Tikader, 1977 (Illes Nicobar)
- Linyphia nigrita (F. O. P.-Cambridge, 1902) (Guatemala)
- Linyphia nitens Urquhart, 1893 (Tasmània)
- Linyphia obesa Thorell, 1875 (Suècia)
- Linyphia obscurella Roewer, 1942 (Brasil)
- Linyphia octopunctata (Chamberlin & Ivie, 1936) (Panamà)
- Linyphia oligochronia (Keyserling, 1886) (Perú)
- Linyphia orophila Thorell, 1877 (EUA)
- Linyphia pellos Urquhart, 1891 (Nova Zelanda)
- Linyphia perampla O. P.-Cambridge, 1885 (Índia)
- Linyphia Perúana (Keyserling, 1886) (Perú)
- Linyphia petrunkevitchi Roewer, 1942 (Guatemala)
- Linyphia phaeochorda Rainbow, 1920 (Norfolk)
- Linyphia phyllophora Thorell, 1890 (Sumatra)
- Linyphia picta Nicolet, 1849 (Xile)
- Linyphia polita Blackwall, 1870 (Sicília)
- Linyphia postica (Banks, 1909) (Costa Rica)
- Linyphia rita Gertsch, 1951 (EUA)
- Linyphia rubella Keyserling, 1886 (Perú)
- Linyphia rubriceps (Keyserling, 1891) (Brasil)
- Linyphia rustica (F. O. P.-Cambridge, 1902) (Mèxic)
- Linyphia sagana Dönitz & Strand, 1906 (Japó)
- Linyphia sikkimensis Tikader, 1970 (Índia)
- Linyphia simplicata (F. O. P.-Cambridge, 1902) (Guatemala)
- Linyphia straminea O. P.-Cambridge, 1885 (Índia)
- Linyphia subluteae Urquhart, 1893 (Tasmània)
- Linyphia tauphora Chamberlin, 1928 (EUA)
- Linyphia tenuipalpis Simon, 1884 (Europa fins a l'Àsia central, Algèria)
- Linyphia tenuipes Nicolet, 1849 (Xile)
- Linyphia textrix Walckenaer, 1842 (EUA)
- Linyphia triangularis (Clerck, 1757) (Paleàrtic, introduïda als EUA)
  - Linyphia triangularis juniperina Kolosváry, 1933 (Hongria)
- Linyphia triangularoides Schenkel, 1936 (Xina)
- Linyphia trifalcata (F. O. P.-Cambridge, 1902) (Guatemala)
- Linyphia triumphalis Denis, 1952 (Romania)
- Linyphia tuasivia Marples, 1955 (Samoa, Aitutaki)
- Linyphia tubernaculofaciens Hingston, 1932 (Guyana)
- Linyphia urbasae Tikader, 1970 (Índia)
- Linyphia virgata (Keyserling, 1886) (Perú)
- Linyphia xilitla Gertsch & Davis, 1946 (Mèxic)

### Locketella
Locketella Özdikmen, 2007 (replacement name for Kuala Locket, 1982)
- Locketella fissivulva (Millidge & Russell-Smith, 1992) (Borneo)
- Locketella pusilla (Millidge & Russell-Smith, 1992) (Borneo)
- Locketella versa (Locket, 1982) (Malàisia)

### Locketidium
Locketidium Jocqué, 1981
- Locketidium bosmansi Jocqué, 1981 (Malawi)
- Locketidium couloni Jocqué, 1981 (Kenya)
- Locketidium stuarti Scharff, 1990 (Tanzània)

### Locketiella
Locketiella Millidge & Russell-Smith, 1992
- Locketiella merretti Millidge, 1995 (Krakatoa)
- Locketiella parva Millidge & Russell-Smith, 1992 (Borneo)

### Lomaita
Lomaita Bryant, 1948
- Lomaita darlingtoni Bryant, 1948 (Hispaniola)

### Lophomma
Lophomma Menge, 1868
- Lophomma albulum Paik, 1983 (Corea)
- Lophomma candidum Bösenberg, 1902 (Alemanya)
- Lophomma cognatum Holm, 1960 (Rússia, Alaska)
- Lophomma depressum (Emerton, 1882) (EUA)
- Lophomma pingrense Crosby & Bishop, 1933 (EUA)
- Lophomma punctatum (Blackwall, 1841) (Paleàrtic)
- Lophomma rufipes Bösenberg, 1902 (Alemanya)
- Lophomma sylvaticum (Emerton, 1913) (EUA)
- Lophomma tanasevitchi Zhang, Zhang & Yu, 2003 (Xina)
- Lophomma umbilicatum Crosby & Bishop, 1933 (EUA)
- Lophomma vaccinii (Emerton, 1926) (EUA)

### Lotusiphantes
Lotusiphantes Chen & Yin, 2001
- Lotusiphantes nanyuensis Chen & Yin, 2001 (Xina)

### Lucrinus
Lucrinus O. P.-Cambridge, 1904
- Lucrinus putus O. P.-Cambridge, 1904 (Sud-àfrica)

### Lygarina
Lygarina Simon, 1894
- Lygarina berlandi Caporiacco, 1955 (Veneçuela)
- Lygarina caracasana Simon, 1894 (Veneçuela)
- Lygarina finitima Millidge, 1991 (Perú)
- Lygarina nitida Simon, 1894 (Brasil)
- Lygarina silvicola Millidge, 1991 (Brasil)